# Jöns Helgesson
Jöns Helgesson, född ca 1662, död 6 april 1715 i Västra Tollstad, Östergötlands län, var en svensk orgelbyggare och organist. Han var organist från 1682–1715 (33 år och 4 månader) i Västra Tollstads församling.
Gifte sig den 15 september 1697 i Västra Tollstad med änkan Inga Carlsdotter (1638–1725).

## Lista över orglar
- 1715 Tolfta kyrka
- 1715 Västra Tollstads kyrka, 6 stämmor har orgelverk.

## Reparationer
- 20 augusti 1713 Stora Åby kyrka, stämning och rensning, tillsammans med organisten i Vadstena.[3]